# دنی فاکس
دنی فاکس (انگلیسی: Danny Fox؛ زادهٔ ۲۹ مهٔ ۱۹۸۶) بازیکن فوتبال اهل اسکاتلند-انگلستان است.

## باشگاهی
از باشگاه‌هایی که در آن بازی کرده‌است می‌توان به برنلی، باشگاه فوتبال گیتزهد، والسال، سلتیک، باشگاه فوتبال کاونتری سیتی، ساوت‌همپتون، اورتون، ناتینگهام فارست، تیم ملی فوتبال زیر ۲۱ سال انگلستان، تیم ملی فوتبال اسکاتلند، و تیم ملی فوتبال زیر ۲۱ سال انگلستان اشاره کرد.

## تیم ملی
وی همچنین در تیم‌های ملی فوتبال England U21 Scotland بازی کرده است.